# Heinrich Plönes
Heinrich Plönes (* 4. November 1885 in Lobberich; † 25. Februar 1956 in Leverkusen-Schlebusch) war ein deutscher Pädagoge, Heimatforscher und Schriftsteller.

## Leben
Heinrich Plönes war ein Sohn des Ökonomen Johann Plönes und dessen Ehefrau Catharina Plönes, geborene Reenen. Er promovierte 1909 an der Universität Münster mit einer regionalhistorischen Arbeit zum Doktor der Philosophie. Anschließend unterrichtete er an der Xantener „Kriemhildschule“, einer staatlichen Aufbauschule für Mädchen, die er 1933 wegen seiner kritischen Einstellung gegenüber dem NS-Staat verlassen musste.
Von 1933 bis 1949 war Heinrich Plönes Studienrat am Carl-Duisberg-Gymnasium in Leverkusen. Neben seiner Tätigkeit als Gymnasiallehrer verfasste er erzählende Werke und malte.
Heinrich Plönes starb am 25. Februar 1956 im Alter von 70 Jahren in Leverkusen-Schlebusch.

## Trivia
Sein 1940 veröffentlichtes Werk Die Dhünn erzählt erschien in mehreren Auflagen, darunter 1982 eine Ausgabe mit Illustrationen seiner Söhne Erwin und Helmut Plönes. Rund achtzig Jahre nach dem ersten Erscheinen inspirierte das Buch den Wermelskircher Künstler Martin de Giorgi zu einer 60-minütigen Videodokumentation mit demselben Titel über den Fluss Dhünn, die im Frühjahr 2022 erstmals der Öffentlichkeit vorgestellt wurde.

## Werke
- Die direkten Staatssteuern unter den Grafen und Herzögen von Geldern bis zur Zeit des Venloer Traktats (1543), Münster 1909
- Xanten, erbaulich, beschaulich und ergötzlich konterfeit, Cleve 1931
- Die kupferne Legende, Duisburg 1933
- Großohm Terheyden, Breslau 1934
- Veronika, Saarlautern 1936
- Die gestohlenen Heiligen, Stuttgart 1939
- Die Dhün erzählt, Ratingen 1940 (in späteren Ausgaben: Die Dhünn erzählt)
- Der goldene Esel, Ratingen 1940
- Der Hirt, Ratingen 1940
- Im Garten der Einfalt, Ratingen 1941
- Der Niederrhein in der Dichtung, Ratingen 1943
- Die Opferfahrt, Ratingen 1943
- Xanten – Bildnis einer Stadt, Kleve 1949 (überarbeitete und erweiterte Ausgabe von: Xanten, erbaulich, beschaulich und ergötzlich konterfeit, Cleve 1931)

## Herausgeberschaft
- Der Niederrhein im Schrifttum alter und neuer Zeit, Moers 1927

## Übersetzungen
- Thomas a Kempis: Vom Frieden des Herzens, Angermund 1947
- Raphael Rubbrecht: Lebensgedanken, Angermund 1948

## Gemälde
- Michaelskapelle Xanten (1932)